# Dobrica Ćosić
Dobrica Ćosić —en serbio: Добрица Ћосић— (Velika Drenova, 29 de diciembre de 1921−Belgrado, 18 de mayo de 2014) fue un escritor, político y teórico nacionalista serbio.

## Biografía
Fue el primer presidente de la República Federal de Yugoslavia del 15 de junio de 1992 al 1 de junio de 1993. Sus seguidores lo llamaban el «padre de la Patria», debido a su actividad en los años 1980.
Dobrica Ćosić murió el 18 de mayo de 2014 en su casa cerca de Belgrado. Tenía 92 años.